# Harskirchen
Harskirchen – miejscowość i gmina we Francji, w regionie Grand Est, w departamencie Dolny Ren.
Według danych na rok 1990 gminę zamieszkiwało 871 osób, 60 os./km².